# Flagge Maltas
Die Flagge Maltas wurde erstmals am 21. September 1964 offiziell gehisst.

## Beschreibung
Die Flagge besteht aus zwei gleich großen vertikalen Streifen: links weiß und rechts rot. Im linken oberen Eck des weißen Farbfeldes ist das Georgs-Kreuz dargestellt, mit einer roten Umrandung, um die heraldischen Regeln einzuhalten.

## Geschichte
Die senkrecht geteilte rot-weiße Flagge hat eine jahrhundertealte Tradition auf Malta. Sie soll auf die normannische Herrscherfamilie Hauteville zurückgehen, die Sizilien unter Roger I. um 1090 Malta eroberten.
Zwischen 1814 und 1964 war Malta britische Kolonie und verwendete daher eine Blue Ensign mit dem kolonialen Wappenschild. Die Gouverneursflaggen bestand aus der Union Flag mit dem umkranzten Wappenschild im Zentrum.

Maltesische Blue Ensigns und Gouverneursflaggen
Staatsflagge der britischen Kolonie Malta, 1875 bis etwa 1898
Flagge von etwa 1898 bis 1923
Flagge von 1923 bis 1943
Flagge von 1943 bis 1964
Gouverneursflagge von 1875 bis etwa 1898
Gouverneursflagge von etwa 1898 bis 1943
Gouverneursflagge von 1943 bis 1964

Daneben führte Malta weiter die rot-weiße Flagge als Bürgerliche Flagge, die für gewöhnlich neben dem Union Jack gesetzt wurde. Ab dem 28. Dezember 1943 wurde der Flagge das Malta verliehene Georgs-Kreuz auf einem blauen Quadrat in der Gösch hinzugefügt. Das Kreuz ist eine militärische Auszeichnung in Wappen und Flagge, die der gesamten Bevölkerung Maltas für ihren Mut und ihre Tapferkeit während der italienischen und deutschen Luftangriffe im Zweiten Weltkrieg vom britischen König Georg VI. verliehen wurde. Die Flagge blieb bis zur Unabhängigkeit Maltas 1964 in Verwendung. Der neuen Nationalflagge wurde das blaue Feld entfernt.
Bis 1974 Malta eine Republik wurde, war Königin Elisabeth II. Staatsoberhaupt der ehemaligen Kolonie. Ihre Standarte zeigte ihr persönliches Emblem. Der Generalgouverneur hatte ebenfalls eine eigene Flagge.

Inoffizielle, bürgerliche Flagge bis 1943, heute Flagge von Mdina
Inoffizielle, bürgerliche Flagge, 1943 bis 1964
Königliche Standarte von Elizabeth II., 31. Oktober 1967 bis 12. Dezember 1974
Flagge des Generalgouverneurs, 1964 bis 1974

## Handelsflagge
Die Handelsflagge Maltas zeigt das Malteserkreuz in weiß auf rotem Grund, umgeben von einem weißen Rand. Das Kreuz stammt von den Hospitalitern, die als Orden des hl. Johannes von Jerusalem, von Rhodos und Malta von 1530 bis 1798 die Inseln beherrschten. Dieses von der Nationalflagge stark abweichende Design hat seinen Grund unter anderem darin, dass die Nationalflagge Maltas – abgesehen vom Georgs-Kreuz – identisch mit der Signalflagge „H“ des internationalen Flaggenalphabets ist, die in der Schifffahrt auch bedeutet „Ich habe einen Lotsen an Bord“. Eine Verwendung der Nationalflagge auf Seeschiffen würde daher eine ständige Verwechslungsgefahr heraufbeschwören.

2:3 Handelsflagge
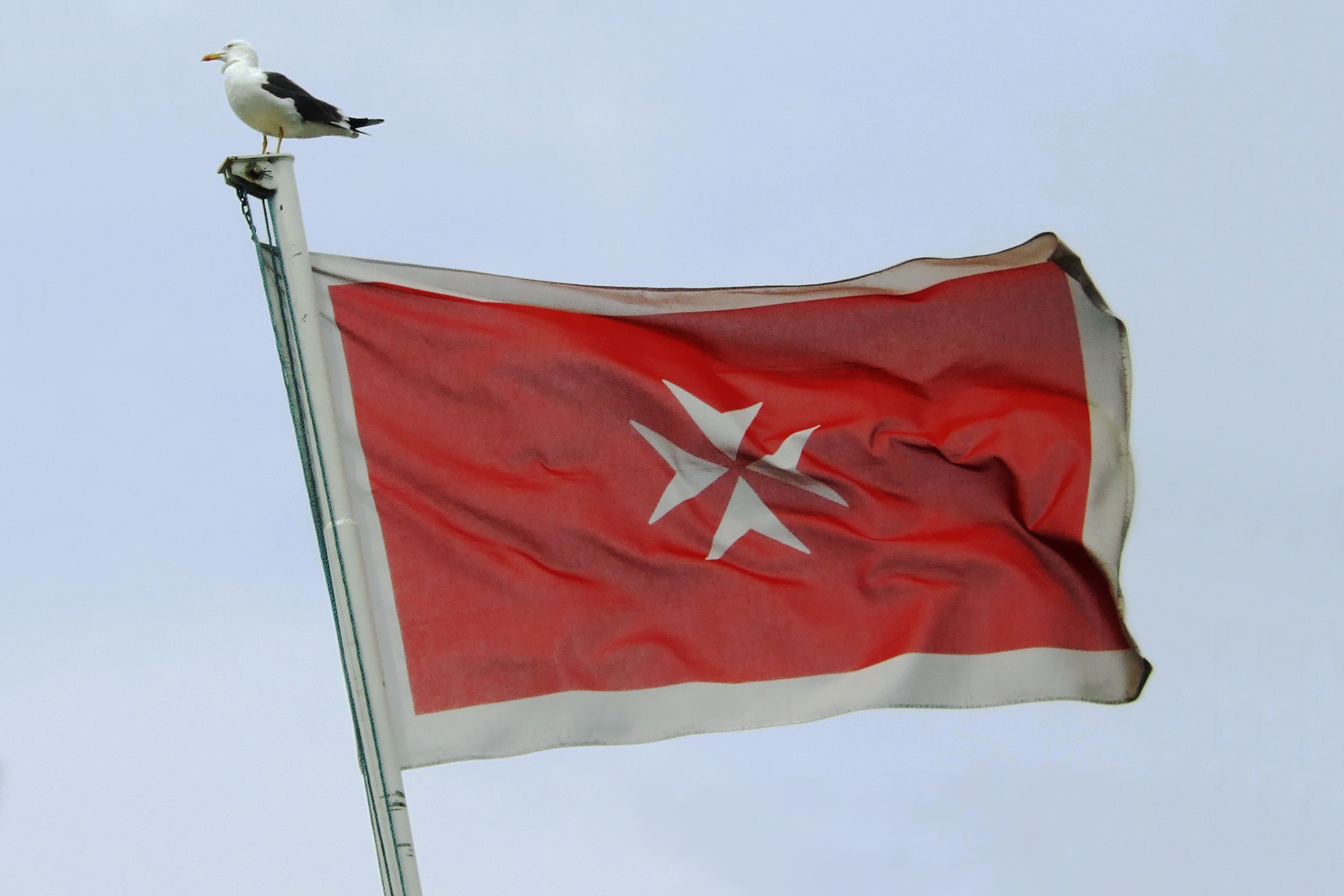
Wehende Handelsflagge
Gösch
Präsidentenstandarte

## Quelle
- Smith/Neubecker: Wappen und Flaggen aller Nationen, München 1980, ISBN 3-87045-183-1